# Acolastus batangensis
Acolastus batangensis es un coleóptero de la familia Chrysomelidae.
Fue descrita científicamente por primera vez en 1992 por Tang.